# Gorki-Kindereisenbahn Nischni Nowgorod
| Gorki-Kindereisenbahn Nischni Nowgorod                     | Gorki-Kindereisenbahn Nischni Nowgorod |
| ---------------------------------------------------------- | -------------------------------------- |
| Diesellok der SŽD-Baureihe ТУ2 – № 233                     |                                        |
| Streckenverlauf der Gorki-Kindereisenbahn Nischni Nowgorod |                                        |
| Spurweite:                                                 | 750 mm (Schmalspur)                    |
|                                                            |                                        |

Die Gorki-Kindereisenbahn Nischni Nowgorod (russisch Горьковская детская железная дорога имени М. Горького, Gorkowskaja detskaja schelesnaja doroga imeni M. Gorkowo) ist eine schmalspurige Parkeisenbahn in der russischen Stadt Nischni Nowgorod. Die Bahn wurde am 8. November 1939 als eine der vielen Pioniereisenbahnen in der Sowjetunion eröffnet und ist auch heute noch in Betrieb.

## Streckenverlauf
Heute hat die dreieckförmige Strecke mit einer Spurweite von 750 mm eine Länge von 3,2 km bzw. 4,1 km einschließlich Neben- und Abstellgleisen. Sie hat drei Stationen Puschkino (Пушкино), Stschastliwaja (Счастливая, deutsch die Glückliche) und Rodina (Родина, deutsch Vaterland).

## Geschichte
Die Bahn wurde nach Maxim Gorki, dem 1868 in Nischni Nowgorod geborenen russischen Schriftsteller, benannt.

## Schienenfahrzeuge

### Lokomotiven
Auf der Strecke werden folgende Diesellokomotiven eingesetzt:
- Diesellok der SŽD-Baureihe ТУ2 – № 155 und № 233
- Diesellok der SŽD-Baureihe ТУ7 – № 2567
- Diesellok der RŽD-Baureihe ТУ10 – № TU10-003

### Weitere Fahrzeuge
Außerdem stehen zehn Personenwagen PV51 sowie zwei offene Personenwagen, sowie vier Flachbettgüterwagen und zwei Pafawag-Wagen, die nicht eingesetzt werden, zur Verfügung.

## Betrieb
Während der drei Sommermonate des Jahres 2011 wurden etwa 13.000 Fahrgäste transportiert. Die Erlöse durch den Fahrkartenverkauf beliefen sich auf mehr als 514.000 Rubel.

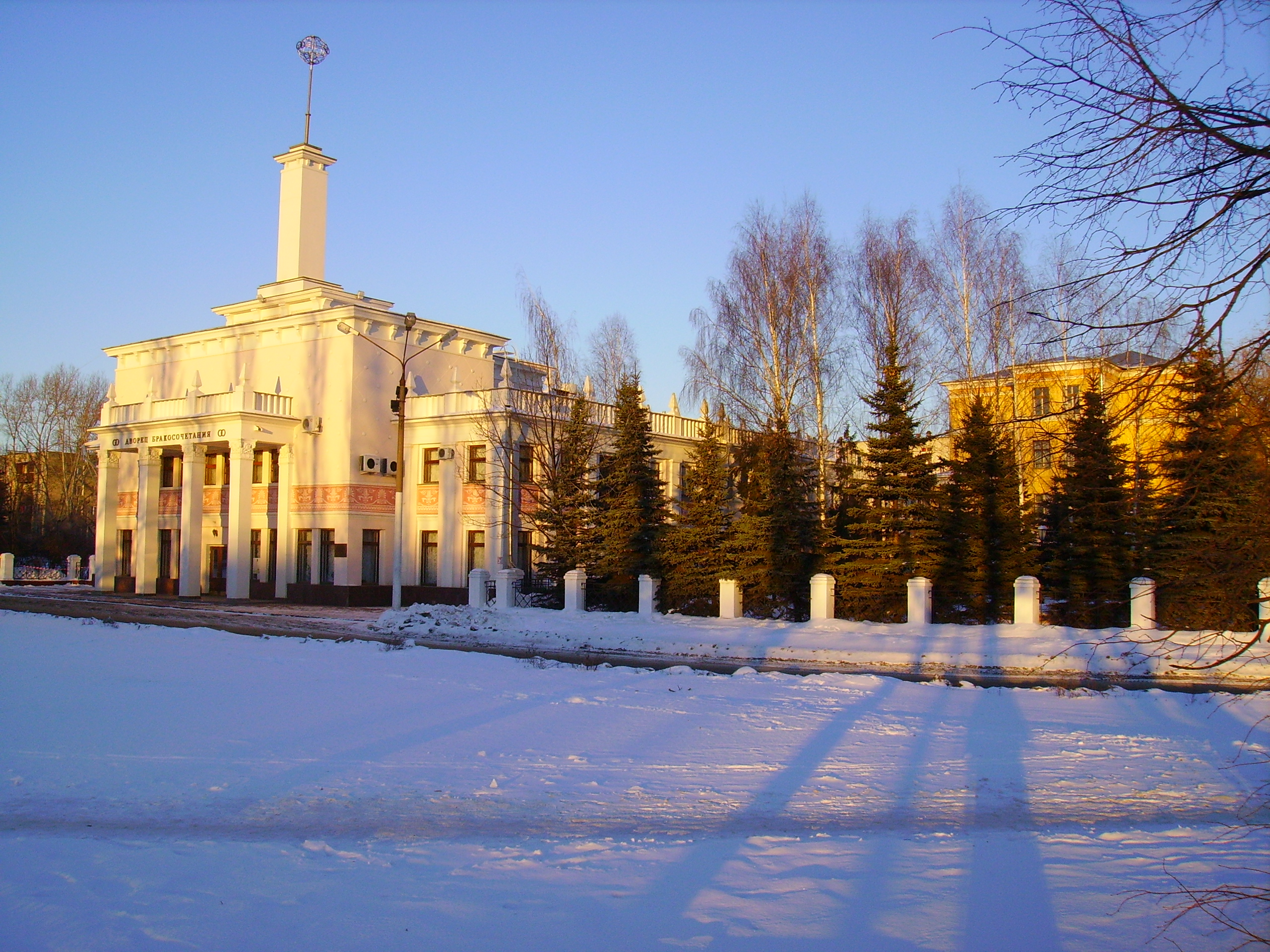
Der 1937–39 von W. M. Anissimow als Station Stschastliwaja erbaute Hochzeitspalast
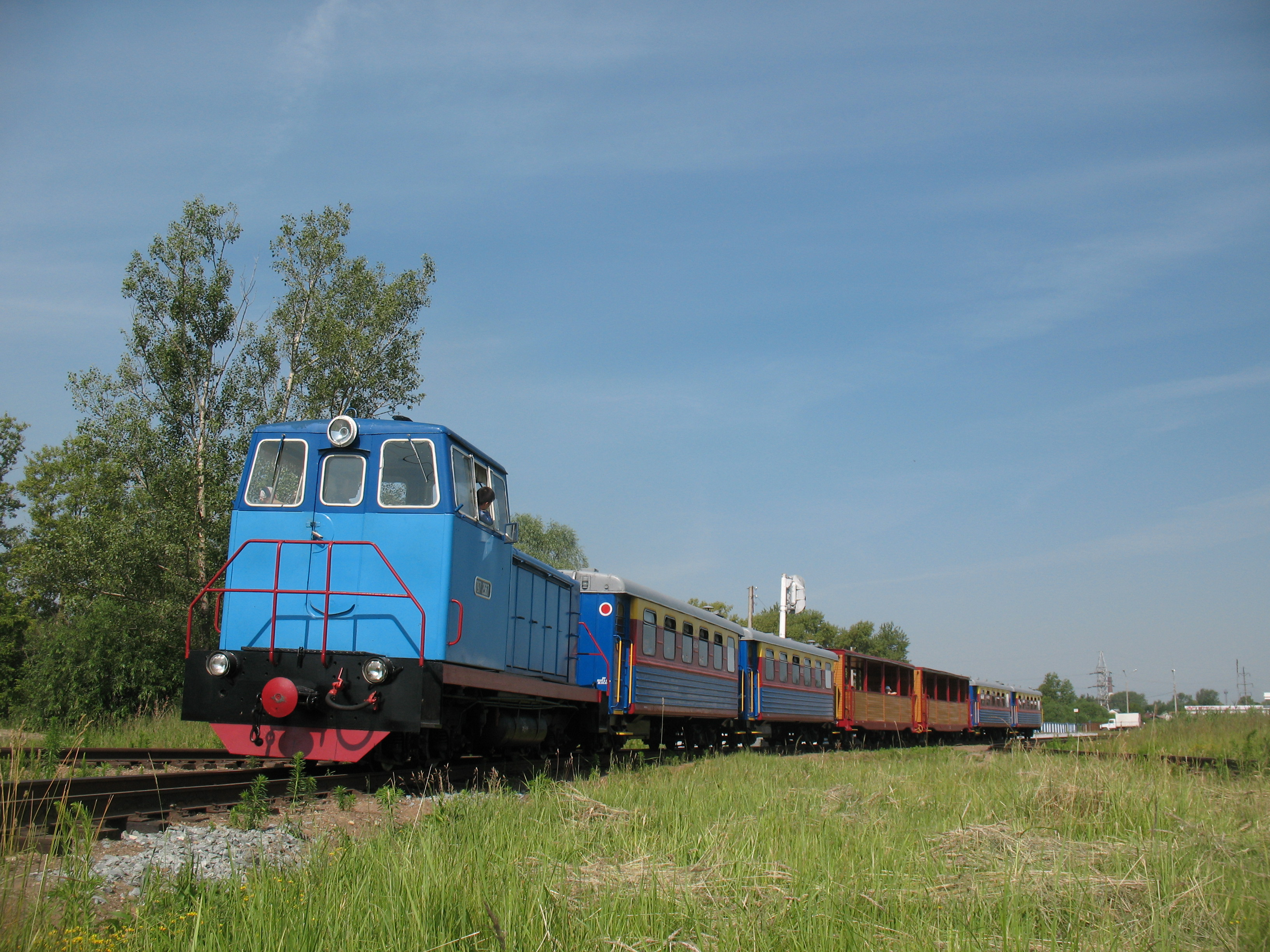
Personenzug
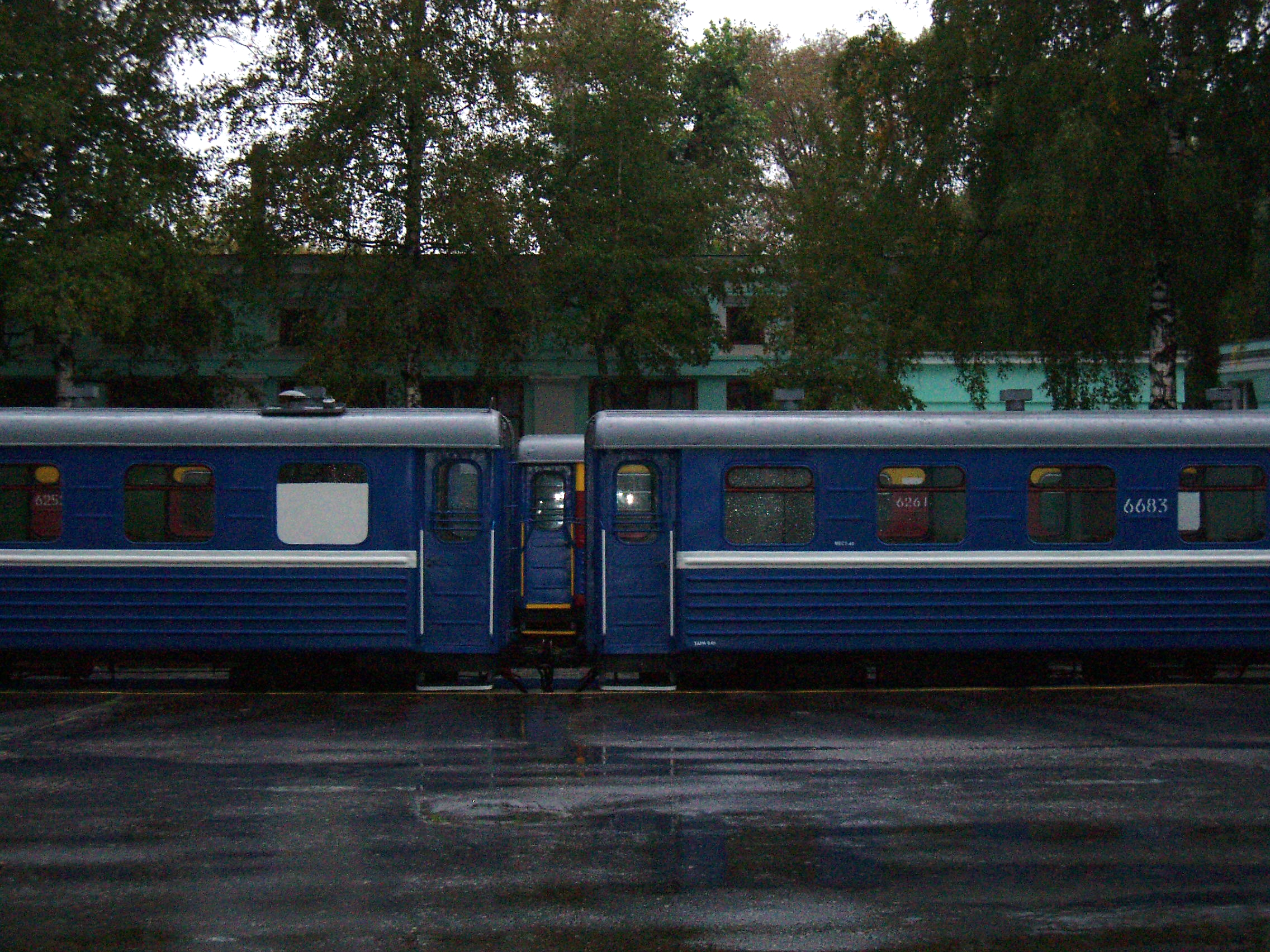
Geschlossene Personenwagen
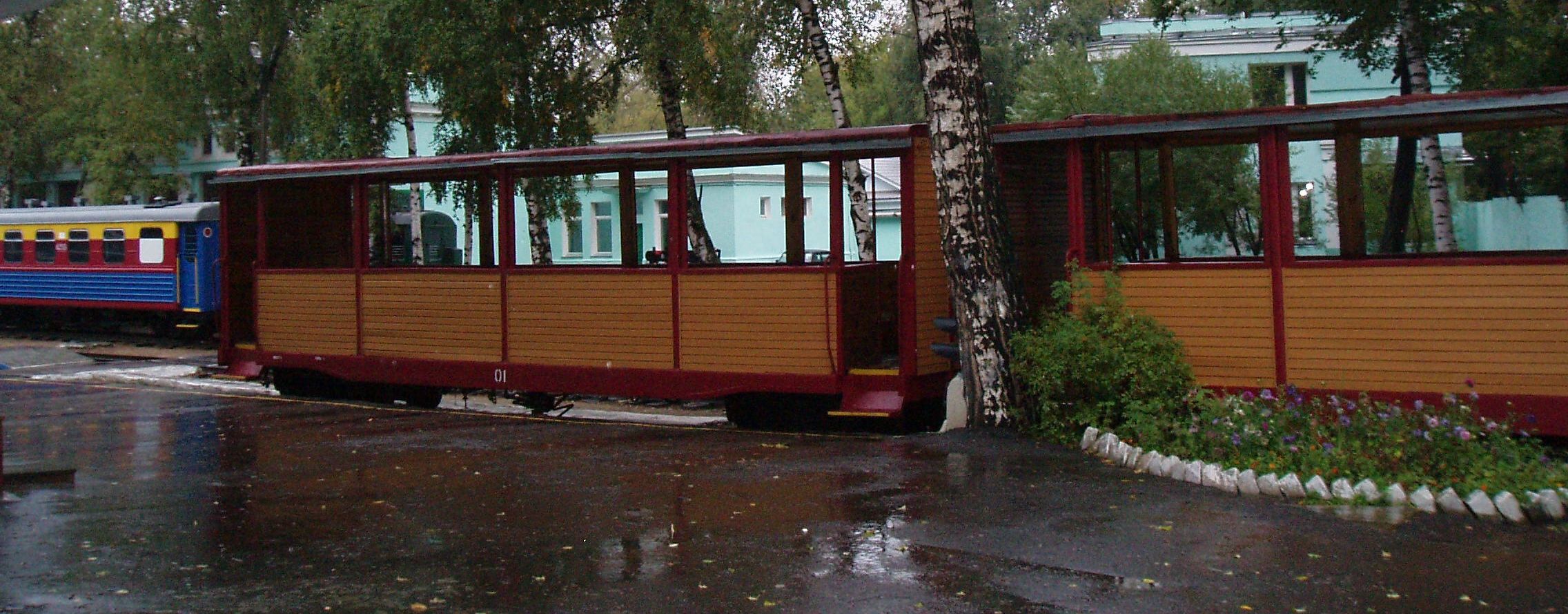
Offene Personenwagen
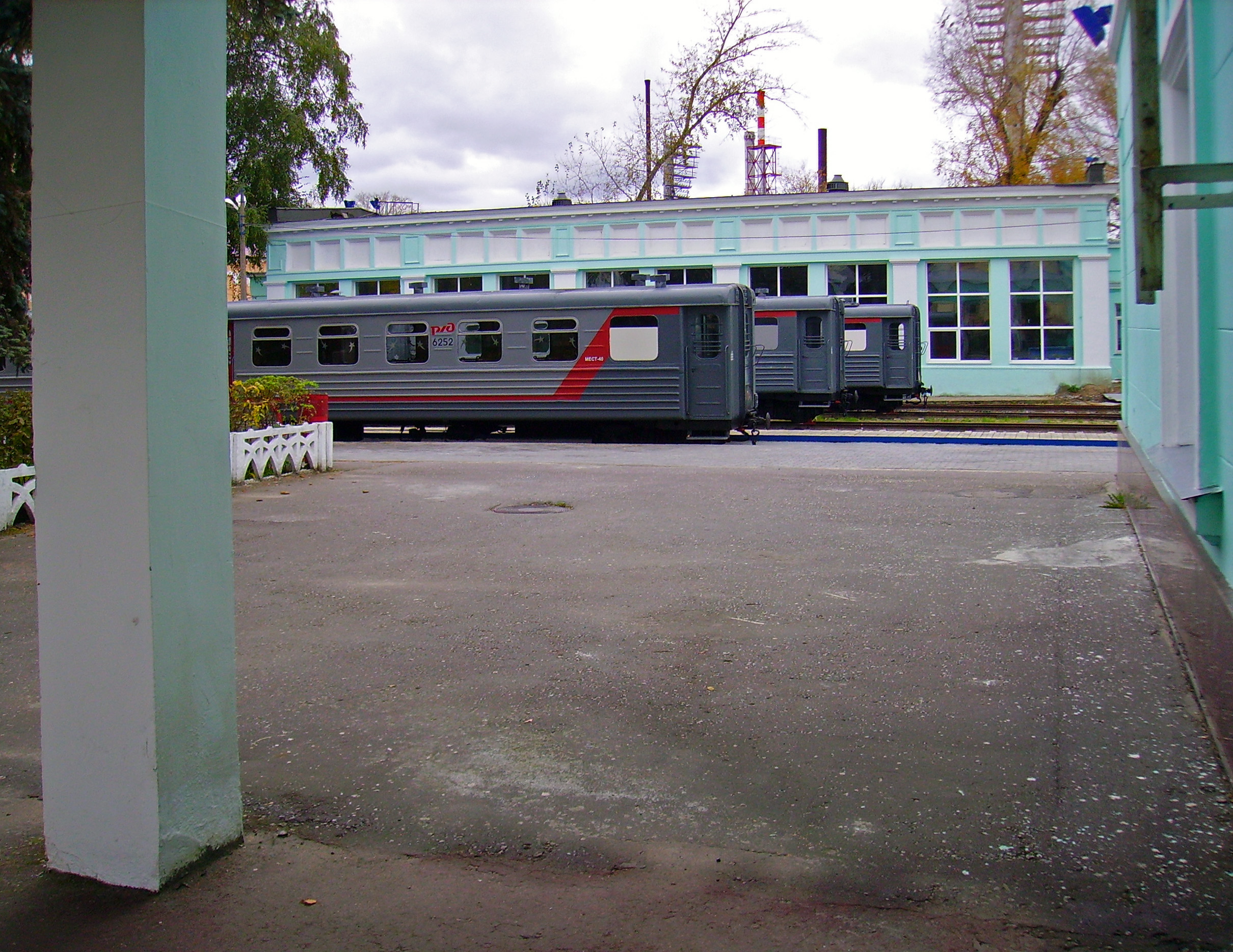
Geschlossene Personenwagen an der Station Rodina
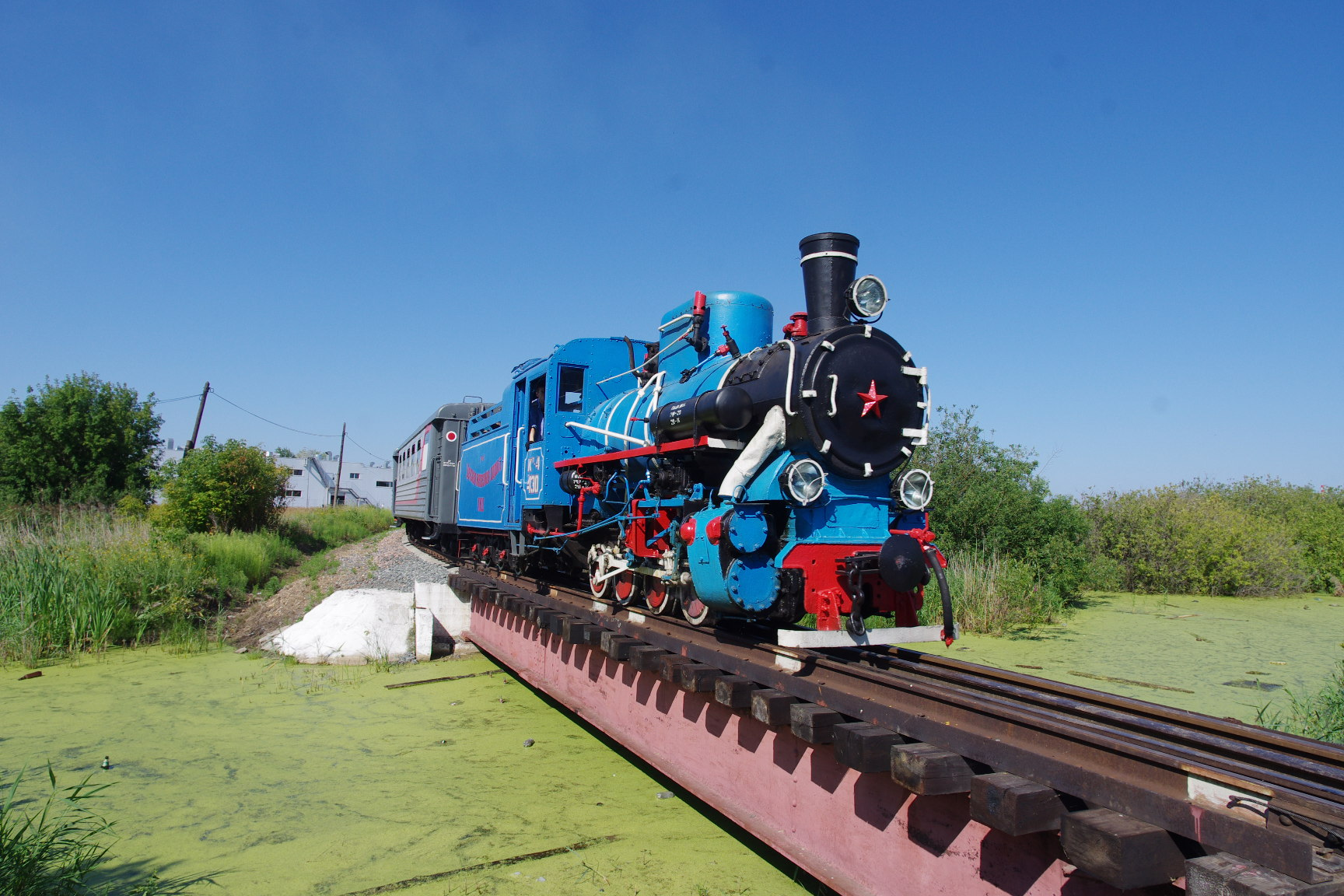
Dampflok auf der Brücke
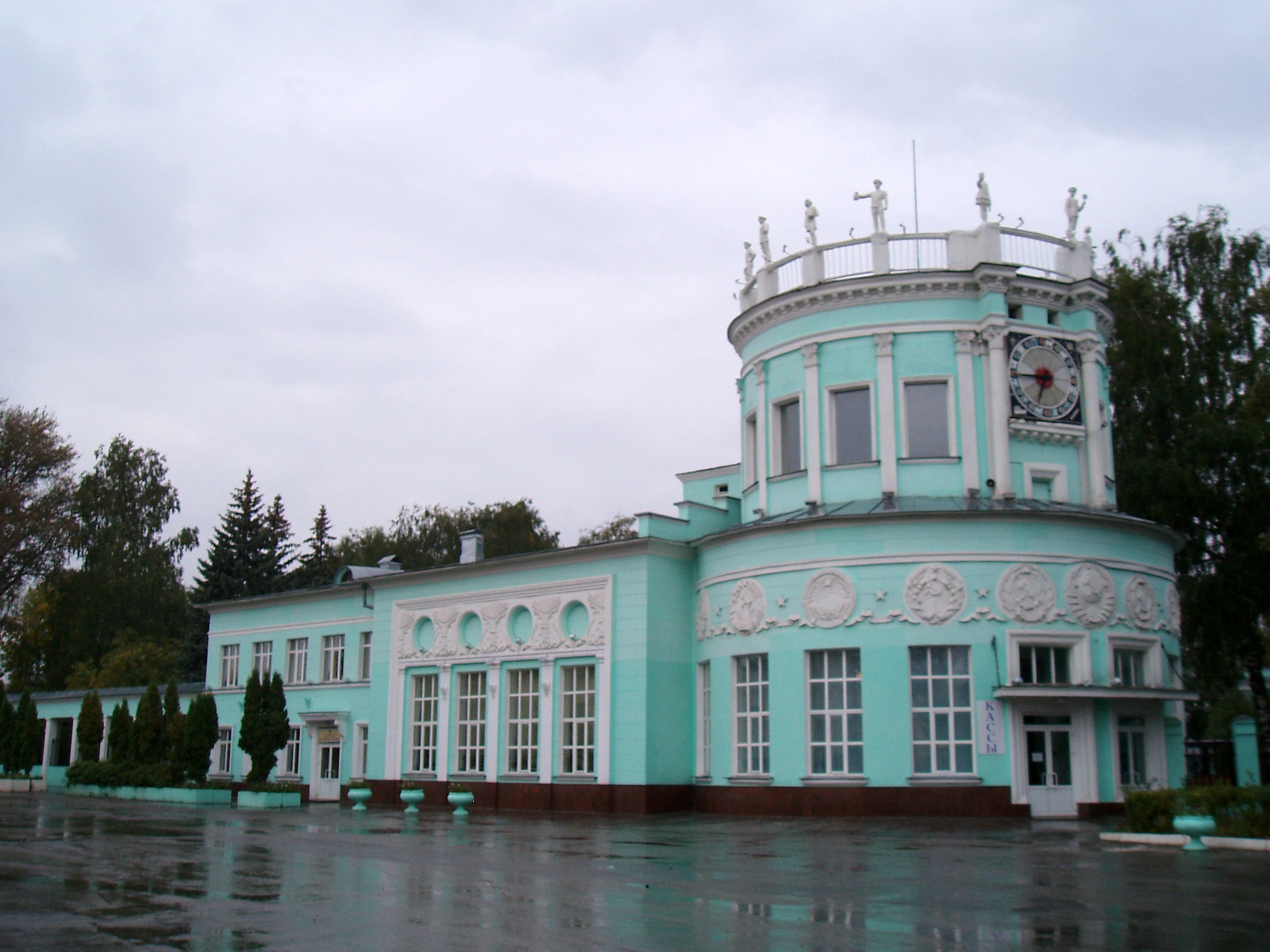
Station Rodina der Gorki-Kindereisenbahn  Nischni Nowgorod